# Jon Rahm
Jon Rahm Rodríguez (* 10. November 1994 in Barrika im Baskenland) ist ein spanischer Golfspieler, der auf der DP World Tour und der PGA Tour gespielt hat und bis zu seinem Wechsel auf die LIV Golf Tour 2024 die Weltrangliste im Golf anführte. Seine bisher größten Erfolge waren der Gewinn der Majors US Open im Jahr 2021 und The Masters 2023.

## Karriere
Rahm spielte für die Arizona State University erfolgreich Collegegolf. Er gewann in dieser Zeit 11 Titel und führte insgesamt 60 Wochen das World Amateur Golf Ranking an. Nach seinem Abschluss wurde er im Jahr 2016 Berufsgolfer. Bereits im ersten Jahr seiner Profilaufbahn bestätigte er seine guten Ergebnisse und spielte sich zwischenzeitlich bis auf Platz 2 der Weltrangliste. Rahm gewann unter anderem die Dubai World Championship, das Abschlussturnier der European Tour, in den Jahren 2017 und 2019. Im Juli 2020 erreichte Jon Rahm durch seinen Sieg beim Memorial erstmals die Spitze der Golfweltrangliste. Rahm war der 24. Spieler und nach Severiano Ballesteros der zweite Spanier, der die Weltrangliste anführte. Er verlor seine Spitzenposition zwei Wochen später an Justin Thomas, gewann sie jedoch nach den PGA Championships wieder, um sie wiederum zwei Wochen später an Dustin Johnson zu verlieren. Nach Rory McIlroy und Jordan Spieth war Rahm der dritte Spieler, dem es gelang, sowohl bei den Amateuren als auch den Profis die Weltrangliste anzuführen.
Beim Memorial 2021 lag Rahm als Titelverteidiger nach drei gespielten Runden mit sechs Schlägen in Führung, musste aber aufgrund eines positiven Tests auf SARS-CoV-2 aus dem laufenden Turnier zurückziehen. Vier Wochen später, bei seiner Rückkehr auf die Tour, gelang Rahm sein erster Majorsieg, als er die US Open 2021 auf dem Torrey Pines Golfkurs bei San Diego, Kalifornien mit einem Schlag Vorsprung vor Louis Oosthuizen gewann. Rahm ist der erste Spanier, der die US Open gewann. Zusätzlich übernahm Rahm mit dem Sieg zum dritten Mal die Führung in der Golfweltrangliste, die er bis in den Juli 2021 hielt. Im April 2023 gewann er sein zweites Major, das Masters in Augusta mit vier Schlägen Vorsprung vor Phil Mickelson und Brooks Koepka, auf den er vor der Schlussrunde noch einen Rückstand von vier Schlägen hatte. Mit dem Sieg erklomm Rahm wieder die Führung in der Golfweltrangliste.
2024 erfolgt der Wechsel auf die LIV Golf Tour.

## Trivia
Rahms Nachname stammt von einem Schweizer Vorfahren, der in den 1820er-Jahren nach Bilbao ausgewandert war.

## Turniersiege

### Major-Championship-Siege (2)
- 2021: U.S. Open
- 2023: The Masters

### PGA-Tour-Siege (9)
- 2017: Farmers Insurance Open
- 2018: CareerBuilder Challenge
- 2019: Zurich Classic of New Orleans
- 2020: Memorial Tournament, BMW Championship
- 2022: Mexican Open
- 2023: Sentry Tournament of Champions, The American Express, The Genesis Invitational

### European-Tour-Siege (8)
- 2017: Irish Open, Dubai World Championship
- 2018: Open de España
- 2019: Irish Open (2), Open de España (2), Dubai World Championship (2)
- 2022: Open de España (3), Dubai World Championship (3)

### LIV-Golf-Siege (2)
- 2024: LIV Golf UK, LIV Golf Chicago

### Weitere Turniersiege (1)
- 2018: Hero World Challenge

## Resultate bei Major-Championships
| Turnier               | 2016  | 2017 | 2018 |
| --------------------- | ----- | ---- | ---- |
| The Masters           | DNP   | T27  | T4   |
| US Open               | T23LA | CUT  | CUT  |
| The Open Championship | T59   | T44  | CUT  |
| PGA Championship      | DNP   | T58  | T4   |

| Turnier               | 2019 | 2020 | 2021 | 2022 | 2023 | 2024 | 2025 |
| --------------------- | ---- | ---- | ---- | ---- | ---- | ---- | ---- |
| The Masters           | T9   | T7   | T5   | T27  | 1    | T45  | T14  |
| PGA Championship      | CUT  | T13  | T8   | T48  | T50  | CUT  | T8   |
| US Open               | T3   | T23  | 1    | T12  | T10  | DNP  | T7   |
| The Open Championship | T11  | KT   | T3   | T34  | DNP  | T7   | T34  |

LA= Bester Amateur

DNP = nicht teilgenommen (engl. did not play)

WD = aufgegeben (engl. withdrawn)

DQ = disqualifiziert

CUT = Cut nicht geschafft

„T“ geteilte Platzierung (engl. tie)

KT = Kein Turnier (wegen Covid-19)

Grüner Hintergrund für Siege

Gelber Hintergrund für Top 10

## Teilnahme an Mannschaftsbewerben
- World Cup: 2016
- Ryder Cup: 2018 (Sieger), 2021, 2023 (Sieger)